# Hirtenturm (Blankenheim)

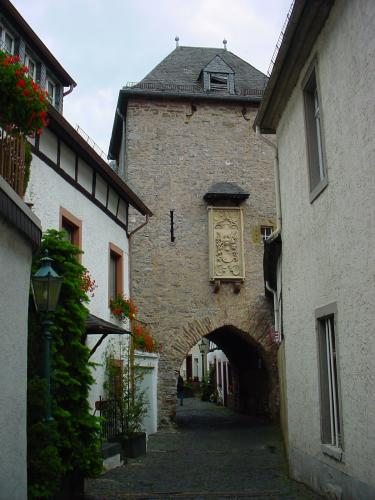
Hirtenturm, Außenseite mit Wappenstein (2004)

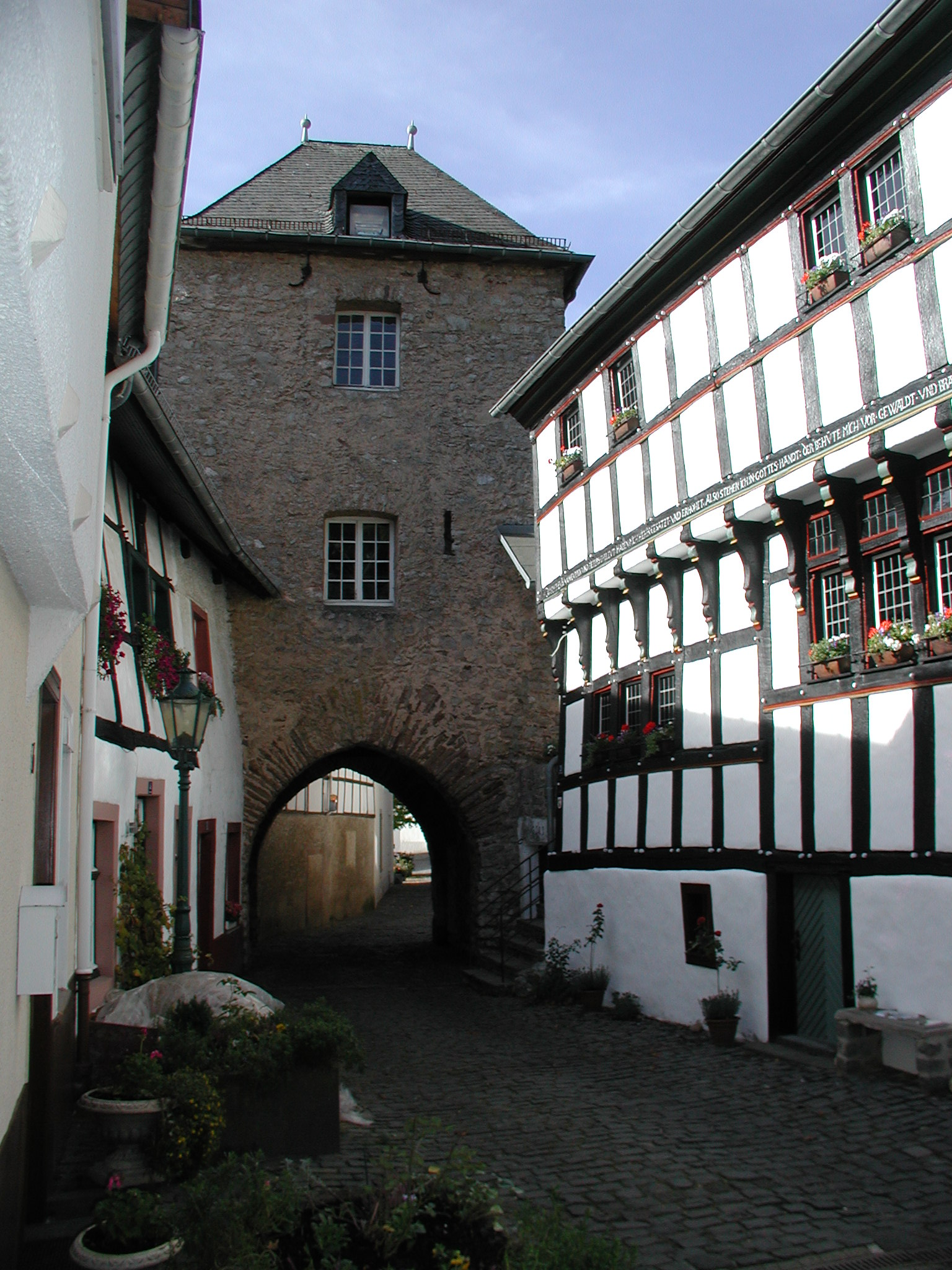
Hirtenturm, Innenseite (2003)

Der im Jahr 1548 erstmals genannte Hirtenturm ist das einzige erhaltene von ursprünglich zwei Toren des älteren inneren Berings der Talbefestigung Blankenheims.:84

## Geschichte
Die Talbefestigung Blankenheims bestand aus zwei Beringen: einem inneren, der im 16. Jahrhundert seine erste Erwähnung erfährt, über eine oberste und eine unterste Pforte verfügte, und einem weiter ausgreifenden jüngeren Bering. Über den Umfang des letzteren hinaus hatte sich der Ort noch zu Mitte der ersten Hälfte des 20. Jahrhunderts kaum ausgedehnt.:84 Während die unterste Pforte des älteren Berings wohl im Zuge der Errichtung des ersten Hospitals in den Jahren 1607–1609:69 in Fortfall geriet und durch das ebenfalls nicht mehr vorhandene Mitteltor (Johanißges Thor) ersetzt wurde,:85 blieb der Portenturm – in neuerer Zeit Hirtenturm genannt – erhalten.:86
Im Jahr 1919 richtete die Ortsgruppe Blankenheim des Eifelvereins im Hirtenturm ein Heimatmuseum ein. Es blieb dort bis 1945. Bei Ende des Zweiten Weltkriegs gelangten einzelne Exponate an die ursprünglichen Besitzer zurück, andere wurden zum Teil von amerikanischen Besatzungssoldaten als Spielgerät missbraucht, gingen durch Diebstahl oder auf anderen Wegen verloren. 1954 wurde auf Initiative des Kreises Schleiden im Gildehaus ein neues Heimatmuseum des Kreises Schleiden eingerichtet, das heutige Eifelmuseum Blankenheim.
Der Hirtenturm wurde am 18. Mai 1987 als Baudenkmal Nr. 4 in Teil A der Denkmalliste der Gemeinde Blankenheim eingetragen.

## Architektur
Der in Grauwackenbruchstein ausgeführte, unverputzte dreigeschossige viereckige Torturm verfügt im Erdgeschoss über spitzbogige Tordurchfahrten, sowie in den Obergeschossen über schmale Schlitze und kleine rechteckige Fenster. Das hohe Walmdach, des ansonsten spärlich ausgestatteten Baus wurde um 1880 neu eingedeckt. Vermutlich wurde bei dieser Erneuerung auch der etwa 1,3 mal 3 m messende Wappenstein über der Tordurchfahrt auf der Außenseite angebracht. Der aus gelbem Sandstein hergestellte und aufwändig gestaltete Wappenstein aus dem Jahr 1512 befand sich ursprünglich wohl an der Burg,:86 nach Vermutung von Herzog an deren Haupttor. Der auf ungleichen Konsolen, deren Fratzenlaubwerk den „Übergang zur Renaissance“ zeigt, stehende Wappenstein, wurde mit Krampen vor dem Mauerwerk angebracht. Seine Fläche ist zur Gänze mit einem heraldisch in hervorragender Weise ausgearbeiteten Wappen derer von Manderscheid-Blankenheim ausgefüllt. Die Ecken sind mit den Einzelwappen der Familien Manderscheid, Blankenheim, Schleiden und Daun besetzt. Oben befindet sich ein Spruchband: (SOLI) DI GLORIA, unten ein Schriftband: ANNO DOMINI MCCCCCXII. Die Platte ist von Rundstäben und Hohlkehlen gerahmt, die oben in eine Blendbogenbekrönung in der Kontur eines Eselsrücken münden und an den Ecken als Astwerk verkröpft sind.:86 Am Turm selbst befindet sich aus konservatorischen Gründen eine Kopie des Wappensteins. Das ursprünglich am Turm angebrachte Original ist am Nebeneingang des Rathauses, an dessen Nordseite, in einer Glasvitrine aufgestellt.

## Heutige Nutzung
Im Hirtenturm ist die Naturkundliche Ausstellung untergebracht, die vom Kreisverband Natur- und Umweltschutz (KNU) als Dauerausstellung konzipiert ist. Heimische Vögel, aber auch Stammquerschnitte von verschiedenen Baumarten werden ausgestellt.